# 汉斯·特里尔·汉森
汉斯·特里尔·汉森（丹麥語：Hans Trier Hansen，1893年5月15日—1980年9月12日），丹麦男子竞技体操运动员。他曾代表丹麦获得1912年夏季奥运会体操比赛男子团体瑞典式银牌和1920年男子团体自由式金牌。